# Josh Metellus
Joshua Metellus (21 gennaio 1998) è un giocatore di football americano statunitense che milita nel ruolo di safety per i Minnesota Vikings della National Football League (NFL).

## Carriera

### Minnesota Vikings
Metellus al college giocò a football a Michigan dal 2015 al 2019. Fu scelto dai Minnesota Vikings nel corso del sesto giro (205º assoluto) del Draft NFL 2020. Nella sua stagione da rookie mise a segno 9 tackle e 2 fumble recuperati in 15 presenze.